# Atto von Freising

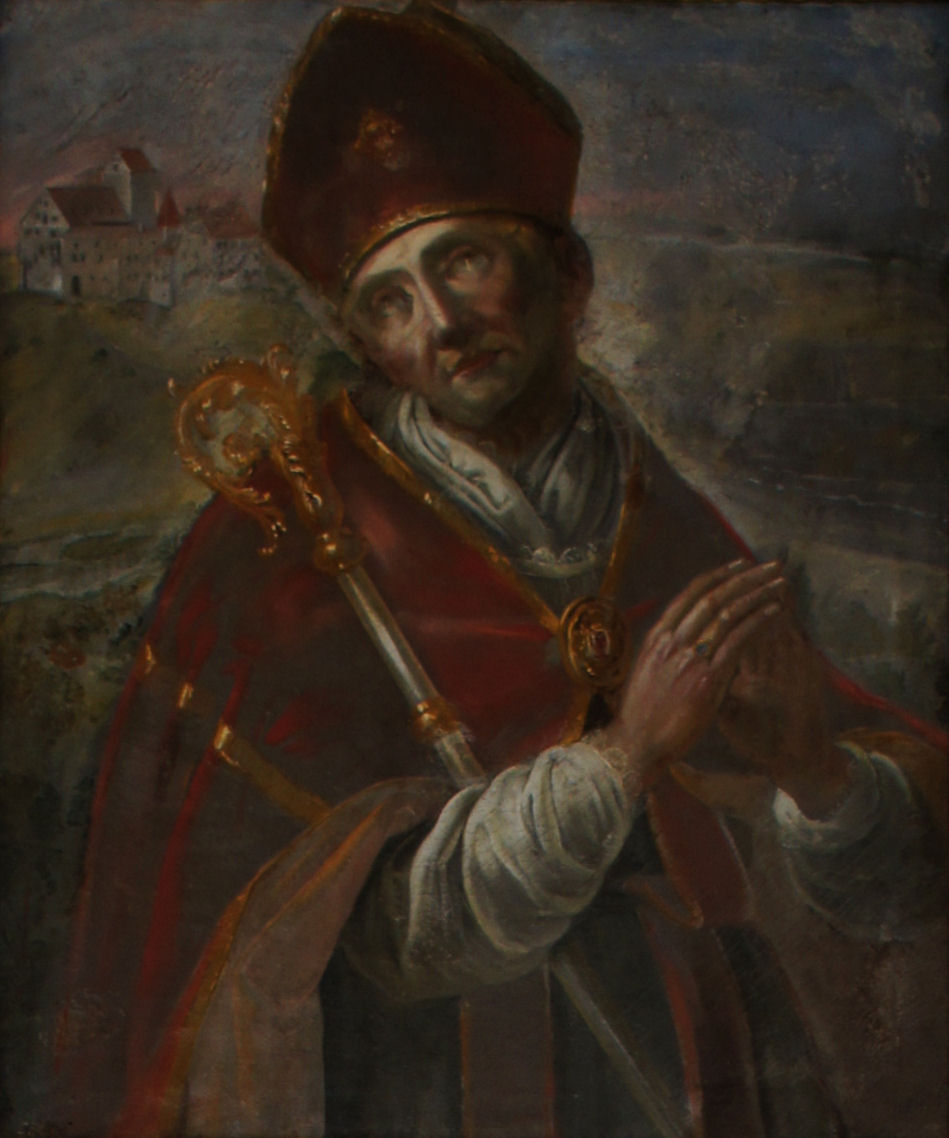
Atto auf einem Gemälde im Fürstengang Freising

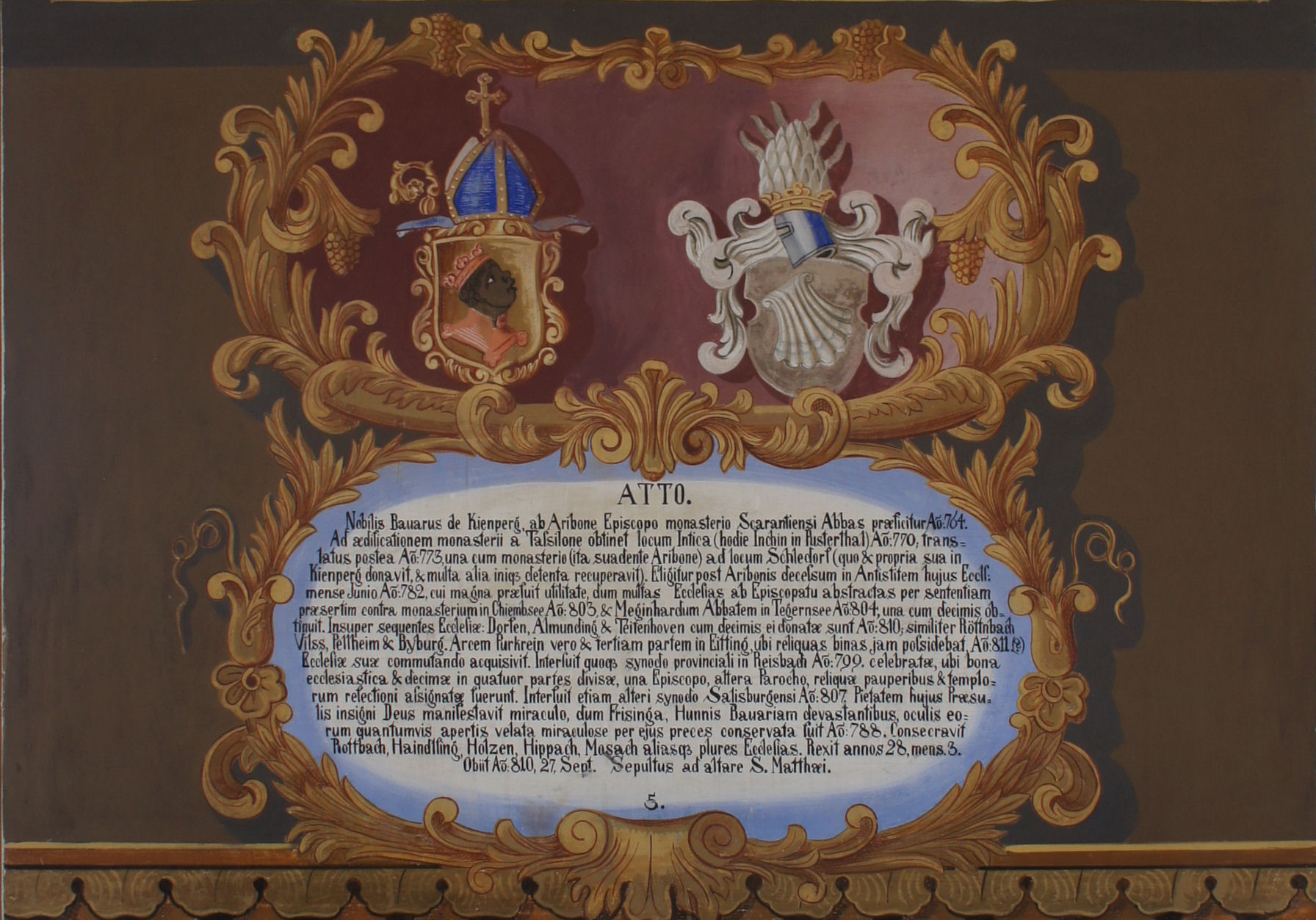
Wappentafel von Atto im Fürstengang Freising

Atto von Freising, auch Atto der Kienberger († 810/811) war der 5. Bischof von Freising von 783/784 bis 810/811.
Er entstammte vermutlich dem baierischen Hochadel der Huosi. Er war Abt von Kloster Scharnitz und später von Kloster Schlehdorf. Bayernherzog Tassilo III. schenkte ihm 769 einen Landstrich zur Gründung des Klosters Innichen. Atto wirkte von dort bei der Christianisierung der heidnischen Slawen des Pustertals. Bischof von Freising wurde er um das Jahr 783/784. Auf dem Freisinger Domberg errichtete er ein zweites Benediktinerkloster. Er erwarb im Jahr 808 im Tausch die spätere Herrschaft Burgrain von dem Fagana Riphwin.